# أوروبا الحرية والديمقراطية المباشرة
كانت أوروبا الحرية والديمقراطية المباشرة (بالإنجليزية: Europe of Freedom and Direct Democracy) المعروفة اختصاراً بـ EFDD مجموعة سياسية شعبوية متشككة في أوروبا  ضمن البرلمان الأوروبي. كانت هذه المجموعة امتدادًا لمجموعة أوروبا للحرية والديمقراطية التي كانت موجودة خلال الدورة السابعة للبرلمان، مع تغييرات مهمة في عضوية المجموعة.
في عام 2017، كانت واحدة من المجموعات السياسية السبع في البرلمان الأوروبي حيث كانت هذه المجموعة معارضة للتكامل الأوروبي. وكان 24 من أعضاء البرلمان الأوروبي البالغ عددهم 47 من المملكة المتحدة، يمثلون حزب استقلال المملكة المتحدة .
كان رئيسها السياسي البريطاني نايجل فاراج، الذي انتخب لأول مرة عن حزب الاستقلال البريطاني، ثم أصبح مستقلاً في عام 2018 قبل أن يصبح زعيماً لحزب بريكست في عام 2019. كان ديفيد بوريلي من حركة النجوم الخمسة الإيطالية الرئيس المشارك حتى يناير 2017 عندما اضطر إلى الاستقالة من الرئاسة المشتركة بعد محاولة فاشلة من قبل حزبه للانتقال إلى مجموعة تحالف الليبراليون والديمقراطيون من أجل أوروبا ‏ .